# Simo Zarić
Simo Zarić és un antic cap de policia nascut el 25 de juliol de 1948 a Donja Dubica (Odzak, actual Bòsnia i Hercegovina). El 21 de juliol de 1995, el Tribunal Penal Internacional per a l'antiga Iugoslàvia va acusar-lo de crims contra la humanitat per les seves accions durant la Guerra de Bòsnia contra bosnians i croats de les viles de Bosanski Samac i Odzak. Es va lliurar voluntàriament el 14 de febrer de 1998, essent jutjat a La Haia i condemant a sis anys de presó. El 21 de gener de 2004 va ser alliberat després d'haver complert dos terços de la seva condemna, i aquell mateix any va ser candidat socialista a les eleccions municipals de Samac, essent elegit tinent d'alcalde.